# Stanisław Burzyński (komunista)
Stanisław Burzyński, pseud. Beczka, Bur, Gruszka, Kamiński, Sokół (ur. 13 listopada 1892 w Warszawie, zm. 20 września 1937 w Moskwie) – polski polityk komunistyczny, członek Komitetu Centralnego i Biura Politycznego KC Komunistycznej Partii Polski (KPP).

## Życiorys
Syn rzemieślnika Wincentego. Działacz Związku Zawodowego Kapeluszników w Polsce. W 1921 wstąpił do KPRP (od 1925: KPP). Od ok. 1924 członek Komitetu Warszawskiego KPRP i sekretarz egzekutywy Wydziału Zawodowego przy tym komitecie. Delegat na IV Konferencję KPP w listopadzie-grudniu 1925 w Moskwie. Latem 1927 na IV Zjeździe KPP pod Moskwą został zaocznie wybrany na zastępcę członka Komitetu Centralnego (KC) KPP. Brał udział w IV i V Kongresie Czerwonej Międzynarodówki Związków Zawodowych (Profinternu) (marzec-kwiecień 1928 i sierpień 1930 w Moskwie). Uczestnik polsko-niemieckiej konferencji antywojennej w Zabrzu w 1930. Wziął udział w VI Plenum KC KPP w czerwcu 1929 w Berlinie i w V Zjeździe KPP w sierpniu 1930 w Peterhofie, na którym został wybrany do KC KPP. W latach 1930–1932 pełnił mandat posła na Sejm III kadencji; członek Komunistycznej Frakcji Poselskiej. Od września 1931 był I zastępcą kierownika Wydziału Organizacyjnego Profinternu.
18 marca 1932 Sejm pozbawił go mandatu poselskiego z powodu działalności komunistycznej i wydał władzom sądowym. Zagrożony aresztowaniem wyemigrował i działał odtąd we władzach KPP w Kopenhadze i Berlinie. Uczestnik VI Zjazdu KPP w październiku 1932 pod Mohylewem i I Plenum KC, na którym został członkiem Biura Politycznego KC KPP. Od marca 1934 sekretarz Profinternu i kierownik jej sekcji polsko-nadbałtyckiej. W lipcu-sierpniu 1935 brał udział w VII Kongresie Kominternu. Na IV Plenum KC KPP w lutym 1936 został usunięty z BP i KC.
W czasie „wielkiej czystki” 23 lipca 1937 aresztowany przez NKWD w Moskwie. 20 września 1937 skazany przez Kolegium Wojskowe Sądu Najwyższego ZSRR z zarzutu o udział w terrorystycznej organizacji dywersyjnej, stracony tego samego dnia. Ciało skremowano w krematorium na Cmentarzu Dońskim, prochy pochowano anonimowo.
Zrehabilitowany 31 grudnia 1955 postanowieniem Kolegium Wojskowego SN ZSRR.